# アフロカロン

アフロクアロン

アフロクアロン、またはアフロカロン(Afloqualone)は、キナゾリノン系のGABA作動薬で、1970年代に田辺製薬が開発したメタカロンのアナログである。β型のGABAA受容体のアゴニストとしての働きに由来する鎮静と筋弛緩剤作用がある。日本では後発品が発売されていたが、東和薬品が2022年に自社製品の発売を中止した。沢井製薬も2024年に在庫消尽を以て発売中止すると告知し、エペリゾンに置き換えられた。このため、2025年現在日本で発売されているのは田辺製薬の流れをくむニプロESファーマの先発薬のみとなっている。
一部臨床用にも用いられているが、感光性のために、皮膚炎等の皮膚疾患が副作用として現れることがある。
アメリカ合衆国など他国では承認されておらず、ATCコードも設定されていない。

## 効能・効果
下記疾患における筋緊張状態の改善
- 頸肩腕症候群、腰痛症

下記疾患による痙性麻痺
- 脳血管障害、脳性麻痺、痙性脊髄麻痺、脊髄血管障害、頸部脊椎症、後縦靱帯骨化症、多発性硬化症、筋萎縮性側索硬化症、脊髄小脳変性症、外傷後遺症(脊髄損傷、頭部外傷)、術後後遺症(脳・脊髄腫瘍を含む)、その他の脳脊髄疾患